# Nurota
Nurota (kyrillisch Нурота; russisch Нурата Nurata) ist eine Stadt in der usbekischen Viloyat Navoiy, gelegen in einer Oase in der Wüste Kysylkum, 75 km nordnordöstlich der Stadt Navoiy auf etwa 490 m Seehöhe. Gemäß der Bevölkerungszählung 1989 hatte Nurota damals 21.000 Einwohner, einer Berechnung für 2009 zufolge beträgt die Einwohnerzahl 30.941. Nurota ist der Hauptort des gleichnamigen Distriktes Nurota.
Bekannt ist Nurota als Ziel religiöser Pilger und für seine alten Suzani. Um Nurota ist das Bewässerungssystem Karez von Bedeutung.

## Geschichte
Nurota, früher bekannt als Nur, wurde 327 v. Chr. von Alexander dem Großen gegründet. In der im Süden des heutigen Nurota gelegenen Festung aus jener Zeit sollen sich Alexanders Truppen auf den Sturm auf Samarqand vorbereitet haben. Die Festung lag damals an einer strategisch bedeutsamen Stelle am Übergang vom landwirtschaftlichen Gebiet zur wilden Steppe.
Schon im 10. Jahrhundert war Nurota ein Ziel muslimischer Pilger.
Anfang des 18. Jahrhunderts wurde das Khanat Buchara, zu dem die Stadt gehörte, schwächer und die lokale Herrschaft der Burqut-Emire wurde sichtbarer.

## Tourismus und Sehenswürdigkeiten

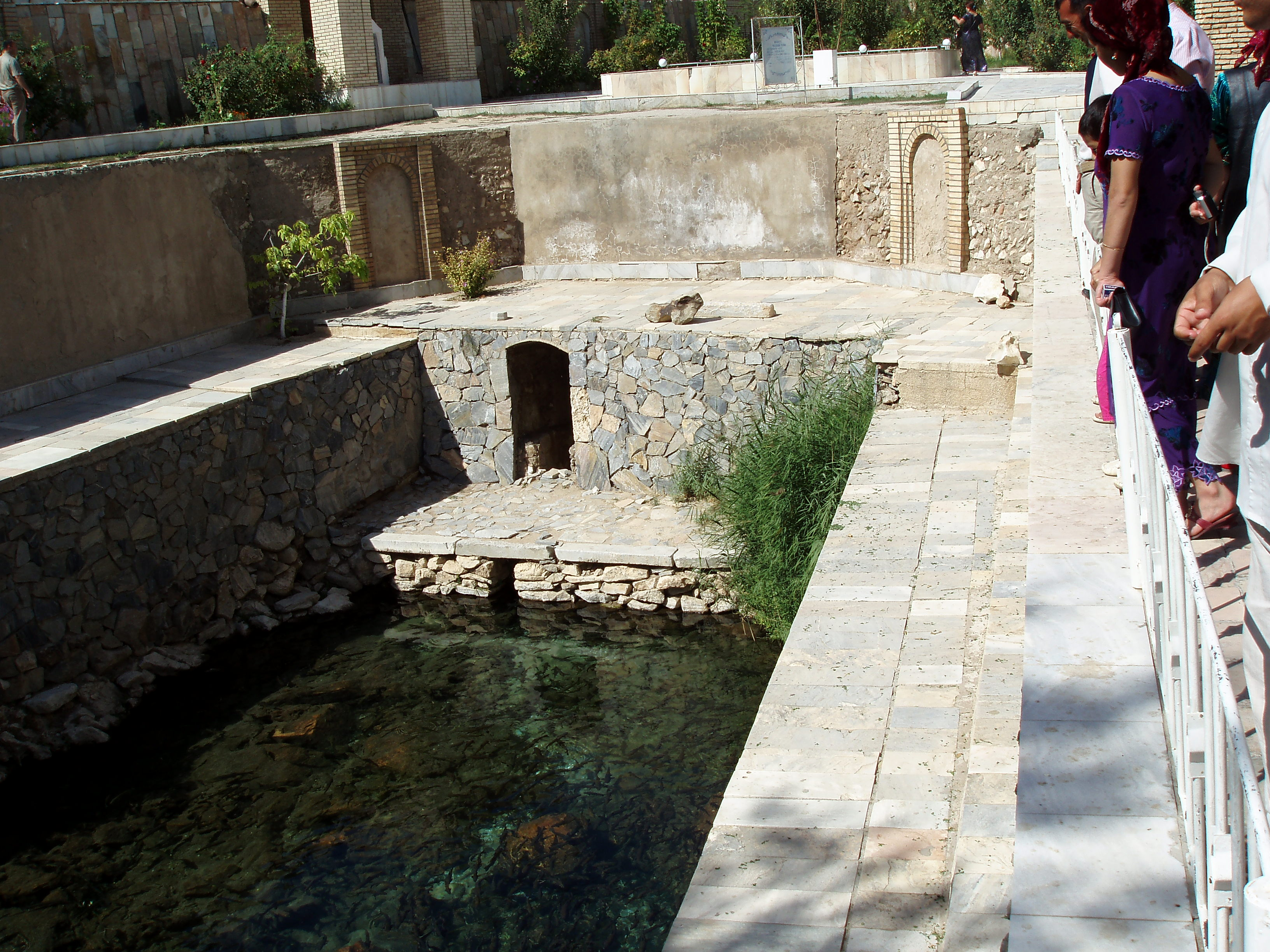
Heilige Fische im Wasser der Quelle

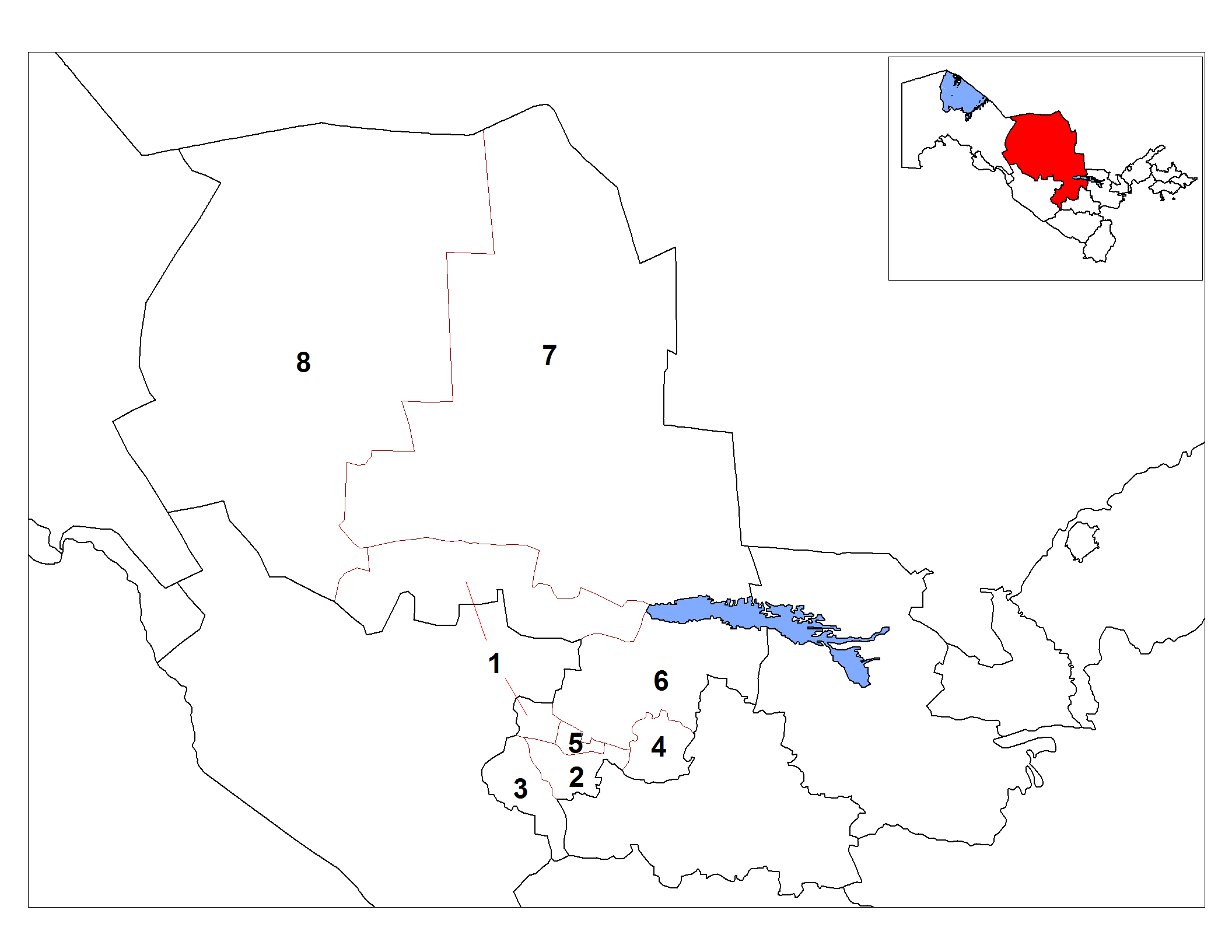
Distrikte in der Viloyat Navoiy. Nurota ist hier als Nummer 6 gekennzeichnet

Über Nurota thronen noch heute die Ruinen der Festung Alexanders, die eine der ältesten und bedeutendsten archäologischen Monumente der Region darstellt. In vier Kilometern Entfernung von der Festung finden sich die bronzezeitlichen Petroglyphen von Zukarnay.
Unterhalb der Festung befindet sich eine Quelle (persisch چشمه Tschaschma, „Quelle“). Das an Mineralien reiche Wasser der Quelle und die in ihm schwimmenden Fische gelten als heilig, da die Quelle – so der Glaube – entstand, als Ali ibn Abi Talib hier seinen Stab in die Erde schlug. Die Quelle und die sie umgebenden sakralen Gebäude – unter anderem eine Kuppelmoschee aus dem 10. Jahrhundert – sind ein Wallfahrtszentrum.
Das nahegelegene Nuratau-Gebirge und der weiter nordöstlich gelegene Aydarsee sind das Zentrum des aufstrebenden usbekischen Ökotourismus. Um Nurota liegen einige Jurtencamps.

## Persönlichkeiten
- Muxiddin Kalonov (* 1977), Ökonom, Doktor der Wirtschaftswissenschaften und Professor